# IFAF Oceania
Die International Federation of American Football Oceania, kurz IFAF Oceania, ist der Kontinentalverband für American Football in Ozeanien. Er untersteht dem Weltverband International Federation of American Football (IFAF). Er löste 2012 den Kontinentalverband Oceania Federation of American Football (OFAF) ab.

## Geschichte
Im Rahmen der Umstrukturierung der IFAF wurden 2012 vier der fünf Kontinentalverbände geschaffen, darunter die IFAF Oceania. Nur die IFAF Europe wurde erst zwei Jahre später gegründet. Zum ersten Präsidenten wurde der Australier Michael Ryan gewählt.

## Mitglieder
- Australien
- Guam
- Neukaledonien
- Neuseeland
- Tahiti
- Papua-Neuguinea

## Veranstaltungen
- International Federation of American Football Oceania Championships U19[5]